# Maják Stirsudden
Maják Stirsudden nebo Sejveste (rusky: Стирсудден, švédsky: Styrsudde, finsky: Seivästön majakka)  stojí na mysu Stirsudden (švédsky: Styrsunds udde) na severním pobřeží Finského zálivu v blízkosti osady Ozerky ve Vyborském rajonu v Rusku.

## Historie
Maják byl postaven v roce 1872 na příkaz velkoknížete Konstantina. Hlavní stavitel byl inženýr podplukovník Bolšakov. Maják byl osmiboký vysoký 15 m, postaven z kamene. Věž byla bílá. Světelný zdroj byl ve výšce 35 m n. m., svítil ve výseči 312°–113° s dosvitem až 10 námořních mil. Optické zařízení bylo zakoupeno v Anglii. S majákem byl postaven obytný dům, sklad, dřevěné lázně a silnice od mola k majáku. Během první světové války maják pracoval nepravidelně.
V roce 1920 byl maják postoupen Finsku a jeho název se změnil podle blízké vesnice Sejveste. Po ukončení Zimní války v letech 1939–1940 mys a maják byl pod správou SSSR.
V době druhé světové války byl maják zničen.
V roce 1945 na jeho místě byla postavená dřevěná věž, která byly nahrazena v roce 1954 železobetonovou věží vysokou 27,6 m. Věž byla ukončena kovovou lucernou s optickou a elektrickým světelným zdrojem.
B období 1976–1977 byla provedena rekonstrukce majáku, majákového komplexu, mimo jiné byly postaveny dva dvoupatrové obytné domy a diesel-elektrická stanice.

## Zajímavosti
- V roce 1907 v blízkosti majáku na chatě profesora N. M. Knipovče pobýval V. I. Lenin.
- Maják v podobě z roku 1954 byl vyobrazen v roce 1983 na poštovní známce v hodnotě 10 kopějek.[3][4]

## Popis
Betonová válcová věž o výšce 27,6 m postavená na válcové patrové základně ukončená korunní římsou s ochozem a kovovou prosklenou lucernou. Věž majáku je bílá s dvěma širokými vodorovnými pruhy, lucerna je červená. K majáku je přistavěna přízemní budova, ve věži jsou prolomena kruhová okna.

## Data
- výška věže 28 m[6][7]
- světelný zdroj 48 m n. m.
- skupinové, dva záblesky v intervalu 15 s

označení:
- Admiralty C5584
- ARLHS ERU-008
- NGA 13080

## Galerie

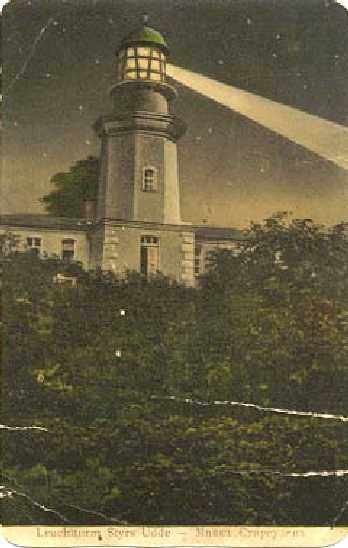
Maják na historické fotografii
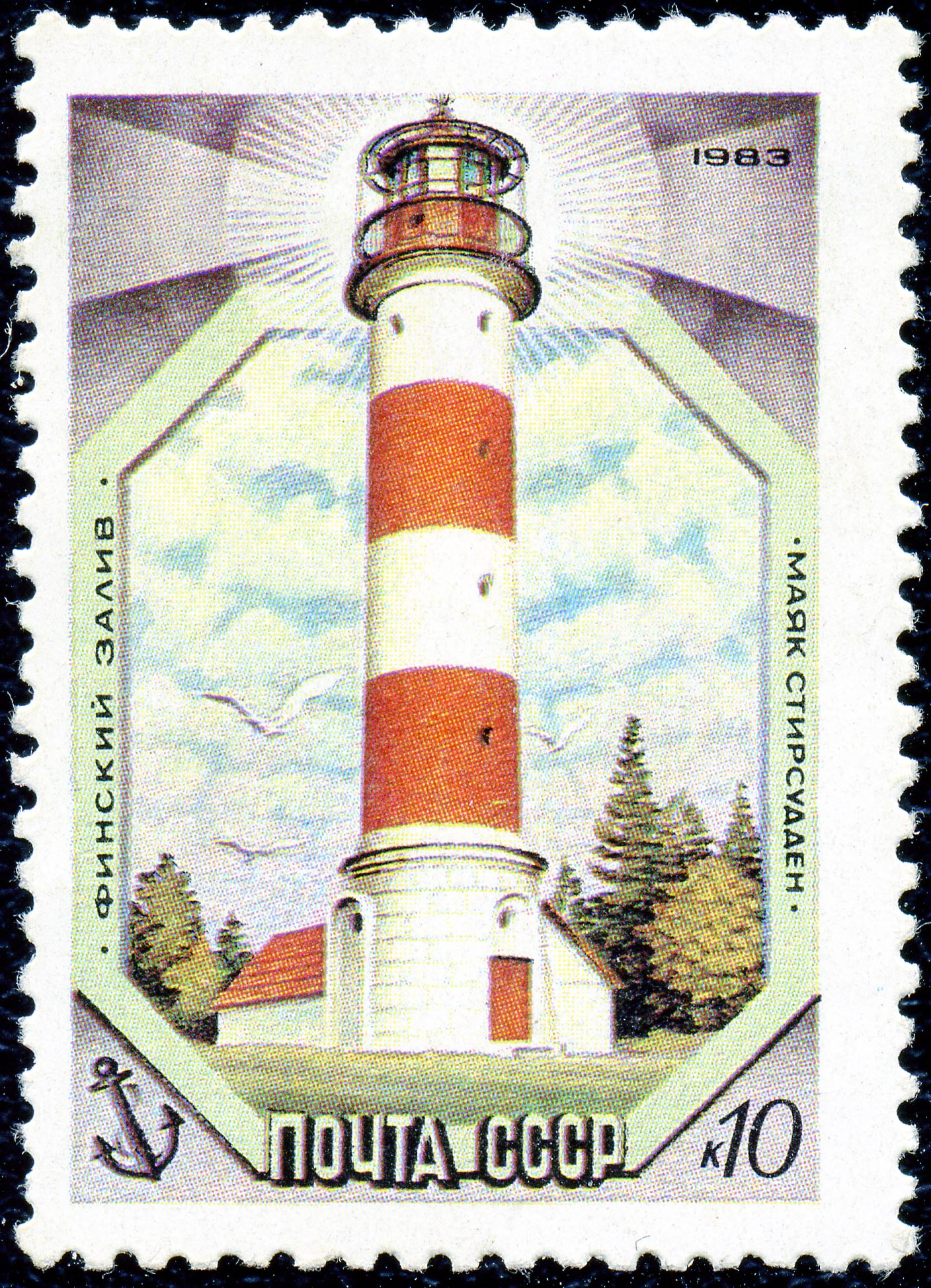
Maják na poštovní známce
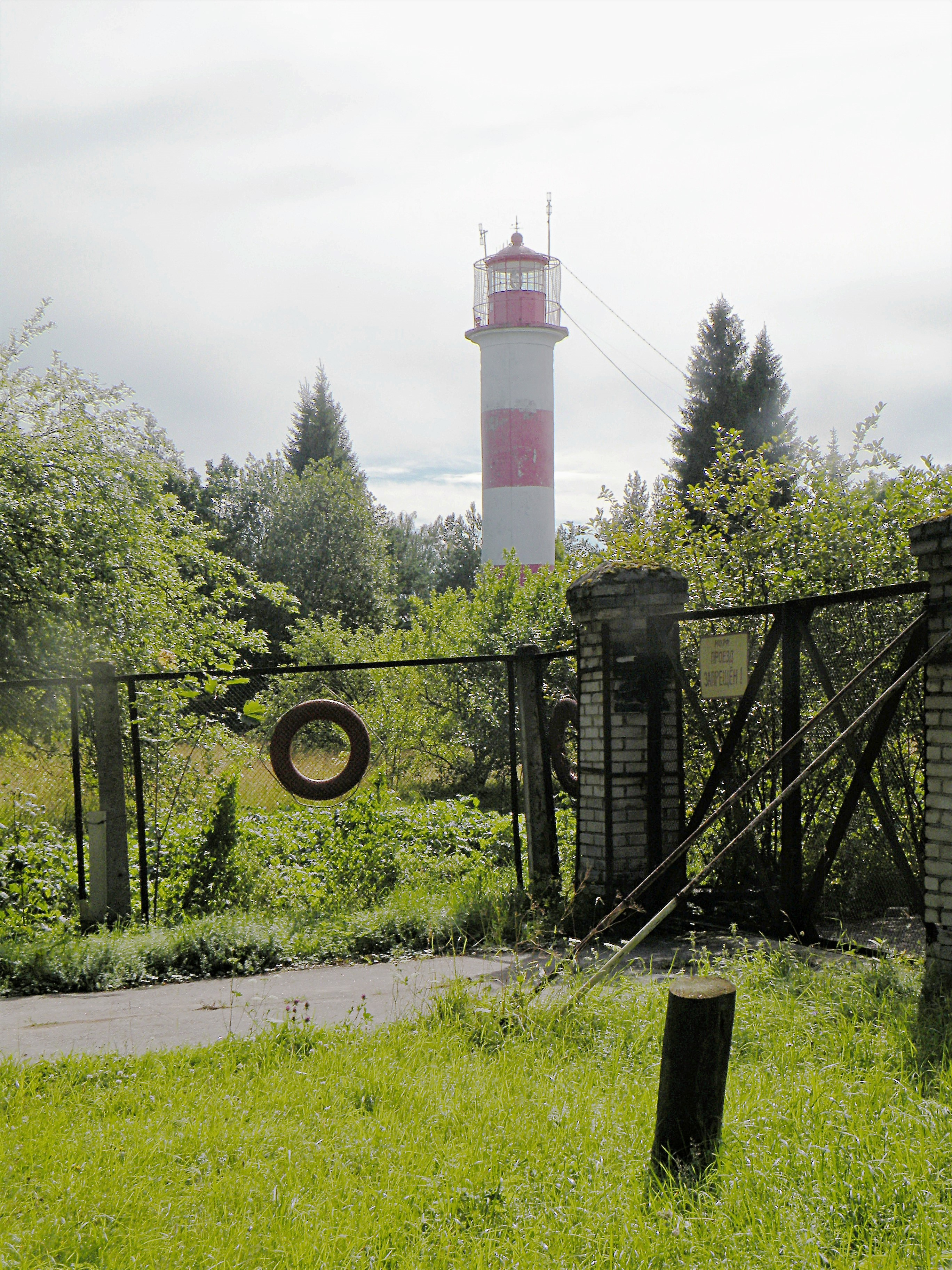
Maják v roce 2015